# Ødis-Bramdrup
Ødis-Bramdrup – miasto w Danii, w regionie Dania Południowa, w gminie Kolding.